# Parlamentswahl in Indien 1980
Die Parlamentswahl in Indien 1980 fand verteilt auf zwei Tage am 3. und 6. Januar 1980 statt. Gewählt wurden 529 Abgeordnete für das indische Parlament, die Lok Sabha. Die Wahl endete mit einem eindeutigen Sieg der Kongresspartei unter der Führung Indira Gandhis.

## Vorgeschichte
Die Wahl war eine vorgezogene Wahl. Die Legislaturperiode der bei der vorangegangenen Wahl 1977 gewählten Lok Sabha wäre eigentlich erst im Jahr 1982 beendet gewesen. Jedoch war es im Laufe der Legislaturperiode zu zunehmenden Zerfallserscheinungen der regierenden Janata-Party-Regierung gekommen, die schließlich dazu geführt hatten, dass die Regierung vollständig handlungsunfähig wurde und durch Präsident Neelam Sanjiva Reddy Neuwahlen ausgeschrieben werden mussten.
Die Janata Party (JNP) hatte bei den Wahlen 1977 eine solide Mehrheit erhalten. Im Verlaufe ihrer Regierung zeigte sich jedoch, dass die erst 1977 gegründete JNP keine homogene Partei war, sondern aus vielen divergierenden Interessengruppen bestand. Der 1977 zum Premierminister gewählte 79-jährige Morarji Desai war eine integere Persönlichkeit, der als frommer Hindu einen asketischen Lebensstil in der Nachfolge Mahatma Gandhis pflegte und absolut unbestechlich war. Er hatte jedoch nicht die Führungsqualitäten um eine derart heterogene Partei zusammen zu halten und auf Kurs zu bringen. Als destruktiv erwies sich insbesondere die Rivalität zwischen Desai und Charan Singh, der dem Kabinett zunächst als Innenminister bis Juni 1978 und dann ab Januar 1979 als Finanzminister angehörte. Singh hatte sich selbst Hoffnungen auf den Posten des Premierministers gemacht und arbeitete daher mehr oder weniger auf die Destabilisierung und Ablösung Desais hin.

### Wirtschaftskrise
Ein besonders ungünstiges Bild gab die JNP-Regierung auf dem Feld der Wirtschaftspolitik ab. Das erklärte Ziel der JNP-Regierung war die Förderung des mittleren Bauernstandes und die Schaffung einer arbeitsintensiven Kleinindustrie auf dem Lande, die die grassierende Unterbeschäftigung und Arbeitslosigkeit beseitigen sollte. Dazu wurden die Ausgaben für die Landwirtschaft deutlich erhöht. Jedoch fehlte es an begleitenden mittel- bis längerfristigen Strukturmaßnahmen, so dass diese Mittel im Wesentlichen als Steuer- und Klientelgeschenke ohne nachhaltigen Effekt verpufften, aber im Nebeneffekt aufgrund der Ausgabensteigerung zu einem deutlichen Defizit im Staatshaushalt führten. Die weiterhin zu großen Teilen planwirtschaftlich gelenkte Wirtschaft Indiens geriet auch aufgrund mangelnder und inkompetenter Lenkung (insbesondere auf dem Feld der Energieversorgung, zum Teil zusammenhängend mit der Ölkrise 1979) in eine Krise, und das Wirtschaftswachstum Indiens fiel im Jahr 1979 unter die Null-Prozent-Marke. Zusätzlich wurde durch Güterknappheit aufgrund der Wirtschaftskrise und gleichzeitige Steuererhöhungen der Regierung zur Deckung des Staatsdefizits die Inflation angeheizt, die im selben Jahr bei fast 20 % lag. Die Arbeitslosigkeit stieg deutlich an und es kam zu sozialen Unruhen, die die Regierung mit Polizeimaßnahmen beantwortete.

### Spaltung der Janata Party, Rücktritt Desais

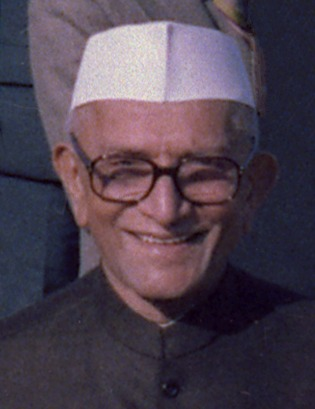
Morarji Desai, Premierminister der Janata Party-Regierung 1977–79

Trotz der krisenhaften wirtschaftlichen Zuspitzung war die Janata Party-Regierung mehr mit sich selbst, als mit der eigentlichen Regierungsarbeit beschäftigt. Der Parteiaustritt Charan Singhs am 15. Juli 1979 und der gleichzeitige Rücktritt von 13 Ministern im Kabinett Desai entzog dieser die parlamentarische Grundlage und Moraji Desai trat 28. Juli 1979 vom Amt des Premierministers zurück. Staatspräsident Reddy beauftragte danach Charan Singh, der inzwischen mit seinen Anhängern aus der Janata Party eine neue Partei, die Janata Party (Secular) (wenig später umbenannt in Lok Dal) gegründet hatte, mit der Bildung einer neuen Regierung. Singh hatte sich vor seinen politischen Manövern mit Indira Gandhi abgesprochen und sich deren parlamentarische Unterstützung zusichern lassen. Hier hatte er jedoch die politische Finesse Indiras gründlich unterschätzt. Einen Tag vor der geplanten Vertrauensfrage der neuen Regierung Singh ließ ihn Indira Gandhi wissen, dass er nicht mit der Unterstützung ihrer Partei rechnen könne. Die Regierung Singh stand nun ohne parlamentarische Mehrheit da, so dass Singh keine andere Möglichkeit mehr sah, als Präsident Reddy zu bitten, das Parlament aufzulösen und Neuwahlen auszuschreiben. Dies geschah auch am 22. August 1979 und die Regierung Singh blieb bis zur Wahl noch geschäftsführend im Amt.

### Entwicklungen in der Kongresspartei 1977 bis 1980

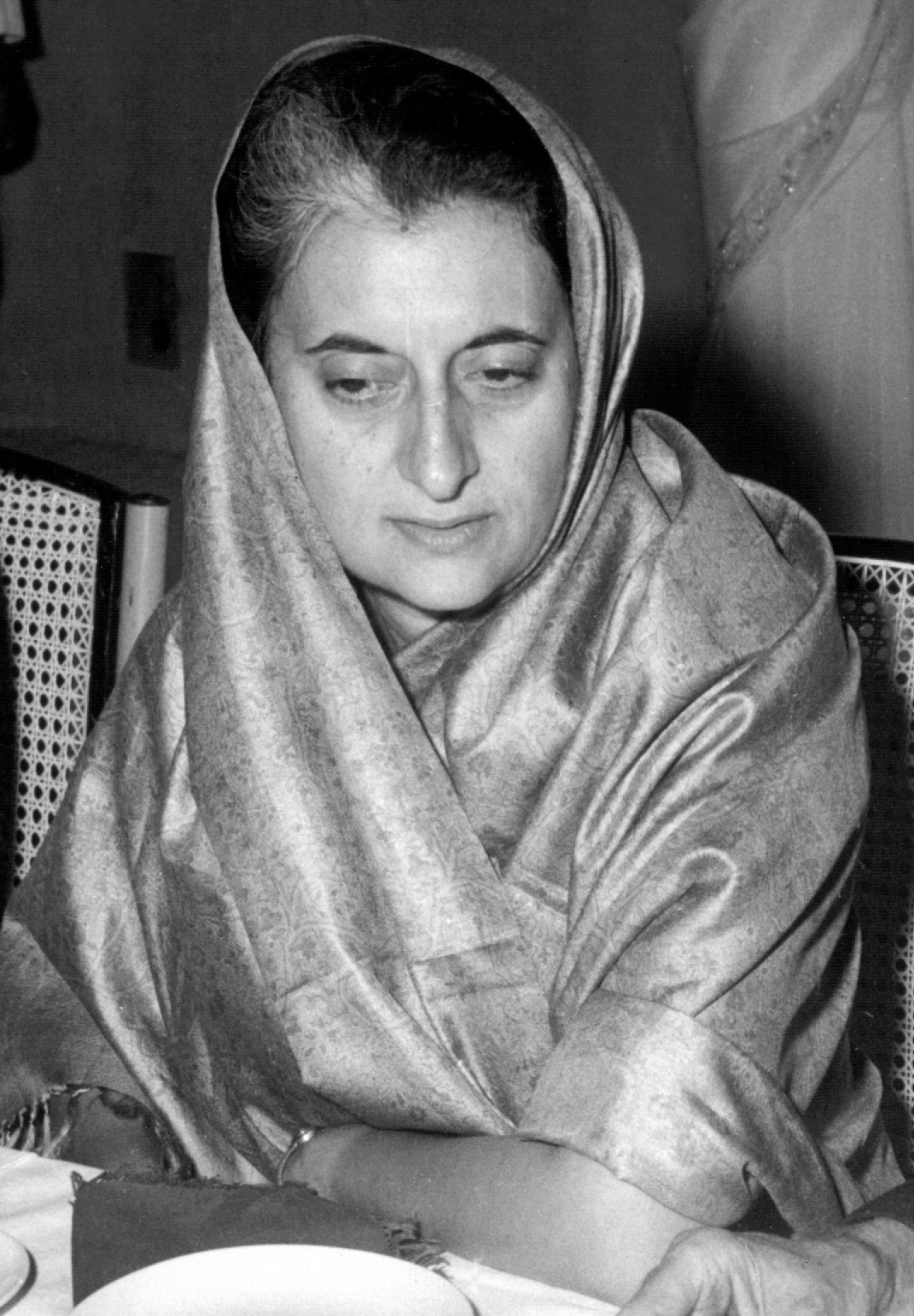
Indira Gandhi

Nach der verheerenden Wahlniederlage der Kongresspartei 1977 bekamen die Gegner Indira Gandhis, die sie für die Niederlage verantwortlich machten, innerhalb der Kongresspartei Auftrieb. Führende Kongresspolitiker wie Y. B. Chavan, Vasantdada Patil, Sardar Swaran Singh und Kongresspräsident Kasu Brahmananda Reddy wandten sich gegen sie und am 1. Januar 1978 wurde Indira Gandhi aus der Kongresspartei ausgeschlossen.
Daraufhin sammelte Indira Gandhi ihre Anhänger und kündigte am 2. Januar 1978 in Delhi die Gründung einer neuen Partei Indian National Congress (Indira), kurz Congress (I), oder INC(I), an. Als neues Parteisymbol wählte der Congress (I) die ausgestreckte rechte Hand, die auch heute noch Symbol der Kongresspartei ist. Von insgesamt 153 Abgeordneten der Kongresspartei in der Lok Sabha liefen etwa die Hälfte (77) zu Indiras neuer Partei über, während die andere Hälfte (76) bei der alten Kongresspartei unter Reddy verblieb. Bei den Parlamentswahlen in den Bundesstaaten Karnataka und Andhra Pradesh im März 1978 zeigte sich jedoch, dass Indiras Partei den Großteil der ehemaligen Kongresswähler hinter sich bringen konnte. Von den 224 Wahlkreisen Karnatakas gewann der Congress (I) 149, und von den 294 Wahlkreisen Andhra Pradeshs 175, während der alte Kongress unter Reddy nur 2 bzw. 30 gewann. Die Janata Party kam auf 59 bzw. 60 Wahlkreise. In einer Nachwahl im Wahlkreis Chikmagalur in Karnataka im November 1978 wurde Indira auch wieder in die Lok Sabha gewählt.
In der folgenden Zeit konnte Indira angesichts der offenbaren Schwachpunkte der Janata-Regierung ihre Position weiter ausbauen. Gefährlich wurde es für sie, als die Janata-Regierung daran ging, ihr Wahlversprechen einzulösen und die Ereignisse des Ausnahmezustandes 1975–77 strafrechtlich aufzuarbeiten. Am 3. Oktober 1978 wurde Indira Gandhi inhaftiert, jedoch schon am Folgetag wieder freigelassen, da die Anklagepunkte derartig ungeschickt formuliert waren, dass der Haftbefehl durch ein indisches Gericht wieder aufgehoben wurde. Vom 19. bis 26. Dezember 1978 war Indira erneut eine Woche in Haft, musste dann aber wieder freigelassen werden. Die Ereignisse nutzte Indira geschickt und sehr medienwirksam um sich als von der Regierung verfolgte unschuldige Frau darstellen zu lassen und ihre Popularität nahm dadurch zu. Zu weiteren ernsthafteren juristischen Aktivitäten gegen sie kam es nicht mehr, da sich die Janata-Regierung mittlerweile in zunehmender Auflösung befand.
Am 25. Juni 1979 kam es aufgrund von persönlichen Differenzen zwischen Indira und dem Chief Minister von Karnataka D. Devaraj Urs zum Parteiausschluss von Urs und zu einer Abspaltung einer Fraktion aus Indiras Congress (I). Urs, der zuvor Parteipräsident des Congress (I) gewesen war, kritisierte vor allem den großen Einfluss, den Sanjay Gandhi hatte, und warf Indira vor, nichts aus ihrer Wahlniederlage gelernt zu haben, und weiter einen autoritären Führungsstil zu pflegen, der nicht in eine Demokratie passe. Die abgespaltene Fraktion formierte sich zum Indian National Congress (Urs), kurz Congress (U) und vereinigte sich wenig später mit der verbliebenen Kongresspartei, die mittlerweile von Y. B. Chavan geführt wurde. Prominente Mitglieder des Congress (U) waren Yashwantrao Chavan, Sharad Pawar und A. K. Antony.

### Wahlkampf
Im Wahlkampf standen sich drei Gruppierungen gegenüber:
- eine Allianz aus Charan Singhs Janata Party (Secular), die kurz vor der Wahl in Lok Dal umbenannt wurde, der beiden kommunistischen Parteien (Communist Party of India (Marxist) und Communist Party of India) sowie dem Congress (U). Diese Allianz brach allerdings kurz vor dem Wahltermin auseinander, sodass die getroffenen Wahlkreisabsprachen gegenstandslos wurden.
- die Janata Party, die nach dem Rücktritt Morarji Desais von Jagjivan Ram geführt wurde und eine Allianz mit der in Tamil Nadu regierenden All India Anna Dravida Munnetra Kazhagam (AIADMK) und der Sikh-Partei Shiromani Akali Dal (SAD) im Punjab eingegangen war.
- Indira Gandhis Congress (I), der sich mit der Dravida Munnetra Kazhagam (DMK) aus Tamil Nadu verbündet hatte.

Im Wahlkampf zeichneten die Janata Party und die Koalition um Charan Singhs Lok Dal die Schreckensvision einer erneuten Diktatur Indira Gandhis, während jene mit dem Slogan Save India („Rettet Indien !“) eine Rettung aus dem Chaos der Janata-Regierung versprach.
In der Wahlkampfkampagne ihrer Partei, die sich über 63 Tage hinzog, legte die mittlerweile 62-jährige Indira Gandhi ein Arbeitspensum an den Tag, mit dem die sie begleitenden Journalisten kaum mithalten konnten. Sie hielt bis zu 20 Wahlkampfreden pro Tag, besuchte etwa 600 große Wahlkampfveranstaltungen und legte auf ihrem Weg durch 384 Wahlkreise insgesamt mehr als 60.000 Kilometer zurück.

## Wahlmodus und Ablauf der Wahl
Die Wahl fand, wie auch die vorangegangenen Wahlen, nach dem relativen Mehrheitswahlrecht statt. Die Grenzen der 542 Einzelwahlkreise waren vor der vorangegangenen Wahl 1977 durch die Delimitation Commission of India neu gezogen worden. Im Nordosten Indiens konnte aufgrund der dort ausgebrochenen ethnischen Unruhen kein geordneter Ablauf der Wahl garantiert werden, so dass in insgesamt 12 der 14 Wahlkreise des Bundesstaates Assam und im angrenzenden östlichen Wahlkreis von Meghalaya keine Wahl stattfand. Die Gesamtzahl der gewählten Abgeordneten belief sich deswegen nur auf 529 statt 542.
Die Unruhen in Assam resultierten aus der Konfrontation von autochthonen Assamesen und Bergvölkern mit zugewanderten, oft muslimischen Bengalen aus Bangladesch. Zwischen 1971 und 1981 waren bei einer Bevölkerung von 14,6 Millionen insgesamt 1,2 Millionen Menschen in Assam zugewandert. Da die Zahl der in Assam registrierten Wähler von 6,5 Millionen im Jahr 1972 auf 8,7 Millionen im Jahr 1979 angestiegen war, kam der Verdacht auf, dass viele Zuwanderer in die Wahlregister eingetragen worden waren. Die politische Agitation der sogenannten „Assam-Bewegung“ wurde vor allem durch assamesische Studenten und Angehörige der Mittelklassen von Assam getragen. Zentrale Forderung war die nach der Rückführung oder Ausweisung „illegaler Einwanderer“. Die Unruhen hielten auch nach den Wahlen an, wobei die assamesischen Anführer vor allem die Kongresspartei beschuldigten, nicht genügend gegen die Zuwanderer zu unternehmen, da diese als Muslime häufig politisch der Kongresspartei zuneigten.
| Bundesstaat oder Unionsterritorium | Wahl- berechtigte | Wähler      | Wahl- beteiligung | Ungültige Stimmen | Zahl der Wahllokale |
| ---------------------------------- | ----------------- | ----------- | ----------------- | ----------------- | ------------------- |
| Andhra Pradesh                     | 30.497.603        | 17.363.759  | 56,93 %           | 2,63 %            | 41.308              |
| Arunachal Pradesh                  | 266.650           | 182.909     | 68,60 %           | 5,10 %            | 920                 |
| Assam                              | 1.209.486         | 645.560     | 53,37 %           | 1,80 %            | 1.507               |
| Bihar                              | 39.713.395        | 20.600.067  | 51,87 %           | 1,71 %            | 54.520              |
| Goa, Daman und Diu                 | 522.652           | 363.126     | 69,48 %           | 2,81 %            | 769                 |
| Gujarat                            | 16.499.141        | 9.141.539   | 55,41 %           | 3,15 %            | 20.937              |
| Haryana                            | 6.912.965         | 4.476.526   | 64,76 %           | 2,13 %            | 7.652               |
| Himachal Pradesh                   | 2.175.326         | 1.277.049   | 58,71 %           | 1,82 %            | 3.742               |
| Jammu und Kashmir                  | 2.867.637         | 1.377.988   | 48,05 %           | 2,97 %            | 4.364               |
| Karnataka                          | 19.562.924        | 11.289.532  | 57,71 %           | 3,09 %            | 24.962              |
| Kerala                             | 13.266.764        | 8.246.713   | 62,16 %           | 0,95 %            | 14.153              |
| Madhya Pradesh                     | 25.186.438        | 13.058.719  | 51,85 %           | 3,47 %            | 31.670              |
| Maharashtra                        | 33.485.064        | 19.018.800  | 56,80 %           | 2,78 %            | 39.351              |
| Manipur                            | 909.282           | 742.442     | 81,65 %           | 3,64 %            | 1.466               |
| Meghalaya                          | 225.582           | 115.575     | 51,23 %           | 4,17 %            | 354                 |
| Mizoram                            | 230.795           | 129.533     | 56,12 %           | 0,94 %            | 368                 |
| Nagaland                           | 460.083           | 294.009     | 63,90 %           | 2,66 %            | 955                 |
| Orissa                             | 13.847.828        | 6.413.550   | 46,31 %           | 4,03 %            | 16.917              |
| Punjab                             | 9.741.135         | 6.103.192   | 62,65 %           | 2,12 %            | 10.606              |
| Rajasthan                          | 17.764.848        | 9.709.582   | 54,66 %           | 2,42 %            | 21.826              |
| Sikkim                             | 118.224           | 52.895      | 44,74 %           | 2,63 %            | 216                 |
| Tamil Nadu                         | 28.113.893        | 18.767.818  | 66,76 %           | 1,89 %            | 32.604              |
| Tripura                            | 1.057.506         | 845.729     | 79,97 %           | 1,79 %            | 1.443               |
| Uttar Pradesh                      | 58.035.998        | 28.994.104  | 49,96 %           | 2,29 %            | 65.459              |
| Westbengalen                       | 29.786.146        | 21.035.441  | 70,62 %           | 2,33 %            | 34.375              |
| Andamanen und Nikobaren            | 96.084            | 81.146      | 84,45 %           | 2,77 %            | 222                 |
| Chandigarh                         | 197.016           | 125.944     | 63,93 %           | 1,45 %            | 214                 |
| Dadra und Nagar Haveli             | 45.874            | 33.378      | 72,76 %           | 6,69 %            | 62                  |
| Delhi                              | 3.069.636         | 1.991.869   | 64,89 %           | 1,38 %            | 3.397               |
| Lakshadweep                        | 20.117            | 17.860      | 88,78 %           | 0,49 %            | 27                  |
| Pondicherry                        | 319.237           | 256.539     | 80,36 %           | 3,45 %            | 447                 |
| Gesamt                             | 356.205.329       | 202.752.893 | 56,92 %           | 2,43 %            | 436.813             |

1. ↑  In Assam konnten aufgrund der dortigen ethnischen Unruhen nur in den beiden Wahlkreisen Silchar und Karimganj gewählt werden; in den restlichen 12 assamesischen Wahlkreisen fand keine Wahl statt. Die hier angegebenen Zahlen beziehen sich nur auf diese beiden Wahlkreise.
2. ↑  In Meghalaya konnte aufgrund ethnischer Unruhen nur im Wahlkreis Tura gewählt werden, im Wahlkreis Shillong fand keine Wahl statt. Die hier angegebenen Zahlen beziehen sich nur auf den Wahlkreis Tura.

Insgesamt lag die Wahlbeteiligung 3,5 Prozentpunkte unter der der Wahl 1977, was möglicherweise auch Ausdruck einer gewissen Politikverdrossenheit war.

## Ergebnis

1. Kongresspartei und Verbündete
2. Janata Alliance
3. Andere

Zusammensetzung der neu gewählten Lok Sabha (Farbgebung wie oben), Kleinparteien ohne Farbe sind von der Sitzordnung den Parteien zugeordnet, die sie unterstützen, soweit bekannt. Zwei Abgeordnete werden durch den Staatspräsidenten ernannt.
1. Kongresspartei und Verbündete: 375
2. Janata Alliance: 34
3. Andere ohne klare oder mit unbekannter Zuordnung: 66
4. Kommunistische und linkssozialistische Parteien: 54
5. Nominierte: 2

### Gesamtergebnis
Die Wahl endete erwartungsgemäß mit deutlichen Zugewinnen von Indiras Kongresspartei, die wieder stärkste Partei wurde (bei der vorangegangenen Wahl 1977 hatte sie diese Position an die Janata Party verloren) und mehr als 8 % Stimmenzuwachs erzielte. Bedingt durch das geltende Wahlrecht und begünstigt durch die Zersplitterung der Oppositionsparteien erlangte Indiras Partei eine Zweidrittelmehrheit in der neu gewählten Lok Sabha.
Die Janata Party verlor mehr als die Hälfte ihrer Wählerstimmen und wurde auf annähernd ein Zehntel ihrer vorherigen Mandate reduziert. Charan Singhs Lok Dal gewann 41 von 529 Wahlkreisen. Die kommunistischen und linkssozialistischen Parteien konnten an Stimmen zulegen und gewannen zusammen etwa 10 % der Stimmen und Mandate. In ihren Hochburgen Westbengalen und Kerala gewannen sie 38 von 42, bzw. 8 von 20 Wahlkreisen. Der Congress (U) gewann 13 Wahlkreise. In Andhra Pradesh gingen alle Wahlkreise an Indiras Kongresspartei, und in den Bundesstaaten Orissa, Karnataka und Gujarat gewann der Congress (I) alle bis auf einen Wahlkreis. Die einzigen Bundesstaaten, in denen Indiras Kongress weniger als 50 % der Wahlkreismandate erlangte, waren Westbengalen, Kerala, Jammu und Kashmir, sowie die Kleinstaaten Tripura, Mizoram, Sikkim und Nagaland. Indira Gandhi wurde sowohl im Wahlkreis Rae Bareli (Uttar Pradesh), als auch im Wahlkreis Medak (Andhra Pradesh) in die Lok Sabha gewählt und nahm das Mandat für Rae Bareli an (eine solche Doppelkandidatur war nach der Wahlordnung möglich). Auch ihr Sohn Sanjay Gandhi erlangte erstmals ein Parlamentsmandat im Wahlkreis Amethi (Uttar Pradesh).
| Partei                                   | Kürzel                                | Stimmen     | Stimmen | Stimmen  | Sitze | Sitze | Sitze   |
| Partei                                   | Kürzel                                | Zahl        | %       | +/-      | Zahl  | +/-   | %       |
| ---------------------------------------- | ------------------------------------- | ----------- | ------- | -------- | ----- | ----- | ------- |
| Indischer Nationalkongress (I)           | INC(I)                                | 84.455.313  | 42,69 % | ▲8,17 %  | 353   | ▲199  | 66,7 %  |
| Janata Party                             | JNP                                   | 37.530.228  | 18,97 % | ▼24,07 % | 31    | ▼267  | 5,9 %   |
| Lok Dal                                  | LKD                                   | 18.574.696  | 9,39 %  | (neu)    | 41    | (neu) | 7,8 %   |
| Communist Party of India (Marxist)       | CPM                                   | 12.352.331  | 6,24 %  | ▲1,95 %  | 37    | ▲15   | 7,0 %   |
| Indian National Congress (Urs)           | INC(U)                                | 10.449.859  | 5,28 %  | (neu)    | 13    | (neu) | 2,5 %   |
| Communist Party of India                 | CPI                                   | 4.927.342   | 2,49 %  | ▼0,41 %  | 10    | ▲3    | 1,9 %   |
| All India Anna Dravida Munnetra Kazhagam | AIADMK                                | 4.674.064   | 2,36 %  | ▼0,17 %  | 2     | ▼16   | 0,4 %   |
| Dravida Munnetra Kazhagam                | DMK                                   | 4.236.537   | 2,14 %  | ▲0,38 %  | 16    | ▲14   | 3,0 %   |
| Shiromani Akali Dal                      | SAD                                   | 1.396.412   | 0,71 %  | ▼0,55 %  | 1     | ▼8    | 0,2 %   |
| Revolutionary Socialist Party            | RSP                                   | 1.285.517   | 0,65 %  | ▲0,20 %  | 4     | ▬     | 0,8 %   |
| All India Forward Bloc                   | AIFB                                  | 1.011.564   | 0,51 %  | ▲0,17 %  | 3     | ▬     | 0,6 %   |
| Jammu & Kashmir National Conference      | JKNC                                  | 493.143     | 0,26 %  | ▬        | 3     | ▲1    | 0,6 %   |
| Muslim League                            | MUL                                   | 475.507     | 0,24 %  | ▼0,06 %  | 2     | ▬     | 0,4 %   |
| Kerala Congress                          | KEC                                   | 356.997     | 0,18 %  | ▼0,08 %  | 1     | ▼1    | 0,2 %   |
| Jharkhand Party                          | JKP                                   | 254.520     | 0,13 %  | ▲0,06 %  | 1     | ▬     | 0,2 %   |
| Maharashtrawadi Gomantak Party           | MGP                                   | 127.188     | 0,06 %  | ▬        | 1     | ▬     | 0,2 %   |
| Sikkim Janata Parishad                   | SJP                                   | 31.750      | 0,02 %  | (neu)    | 1     | (neu) | 0,2 %   |
| Unabhängige                              | Unab.                                 | 12.717.510  | 6,43 %  | ▲0,93 %  | 9     | ▬     | 1,7 %   |
| Alle anderen Parteien                    |                                       | 2.473.896   | 1,25 %  | ▼1,21 %  | 0     | ▼8    | 0 %     |
| Gültige Stimmen                          | Gültige Stimmen                       | 197.824.274 | 100,0 % | ▬        | 529   | ▼13   | 100,0 % |
| Registrierte Wähler / Wahlbeteiligung    | Registrierte Wähler / Wahlbeteiligung | 356.205.329 | 56,92 % |          |       |       |         |
| Quelle: Election Commission of India     |                                       |             |         |          |       |       |         |

1. 1 2  Bei den Sitz-Gewinnen und -Verlusten ist zu berücksichtigen, dass landesweit nur in 529 der 542 Wahlkreise eine Wahl stattfand
2. ↑  Die Janata Party (JNP) war kurz vor der letzten Wahl 1977 gegründet worden. Formell wurden die Gründungsparteien durch die Indische Wahlkommission noch als separate Parteien geführt. Hier sind die Ergebnisse zusammengezählt.
3. ↑  Lok Dal (LKD) wurde 1979 von Charan Singh gegründet.

### Ergebnisse nach Bundesstaaten und Unionsterritorien
Die folgende Tabelle listet die gewonnenen Wahlkreise je nach Bundesstaat/Unionsterritorium auf.
| Bundesstaat             | Sitze | Janata Party Alliance | Kongress- partei (I) | Kommunist./ linkssoz. Parteien | Andere                       |
| ----------------------- | ----- | --------------------- | -------------------- | ------------------------------ | ---------------------------- |
| Andamanen und Nikobaren | 1     |                       | INC(I) 1             |                                |                              |
| Andhra Pradesh          | 42    |                       | INC(I) 41            |                                | INC(U) 1                     |
| Arunachal Pradesh       | 2     |                       | INC(I) 2             |                                |                              |
| Assam                   | 2     |                       | INC(I) 2             |                                |                              |
| Bihar                   | 54    | JNP 8                 | INC(I) 30            | CPI 4                          | LKD 5 INC(U) 4 Unab. 2 JKD 1 |
| Chandigarh              | 1     |                       | INC(I) 1             |                                |                              |
| Dadra und Nagar Haveli  | 1     |                       | INC(I) 1             |                                |                              |
| Delhi                   | 7     | JNP 1                 | INC(I) 6             |                                |                              |
| Goa, Daman und Diu      | 2     |                       |                      |                                | INC(U) 1 MGP 1               |
| Gujarat                 | 26    | JNP 1                 | INC(I) 25            |                                |                              |
| Haryana                 | 10    | JNP 1                 | INC(I) 5             |                                | LKD 4                        |
| Himachal Pradesh        | 4     |                       | INC(I) 4             |                                |                              |
| Jammu und Kashmir       | 6     |                       | INC(I) 1 JKNC 3      |                                | INC(U) 1 Unab. 1             |
| Karnataka               | 28    | JNP 1                 | INC(I) 27            |                                |                              |
| Kerala                  | 20    |                       | INC(I) 5 MUL 2 KEC 1 | CPM 7 CPI 1                    | INC(U) 3 Unab. 1             |
| Lakshadweep             | 1     |                       |                      |                                | INC(U) 1                     |
| Madhya Pradesh          | 40    | JNP 4                 | INC(I) 35            |                                | Unab. 1                      |
| Maharashtra             | 48    | JNP 8                 | INC(I) 20            |                                | INC(U) 1                     |
| Manipur                 | 2     |                       | INC(I) 1             | CPI 1                          |                              |
| Meghalaya               | 1     |                       | INC(I) 1             |                                |                              |
| Mizoram                 | 1     |                       |                      |                                | Unab. 1                      |
| Nagaland                | 1     |                       |                      |                                | Unab. 1                      |
| Orissa                  | 21    |                       | INC(I) 20            |                                | LKD 1                        |
| Punjab                  | 13    | SAD 1                 | INC(I) 12            |                                |                              |
| Pondicherry             | 1     |                       |                      |                                | INC(U) 1                     |
| Rajasthan               | 25    | JNP 4                 | INC(I) 18            |                                | LKD 2 INC(U) 1               |
| Sikkim                  | 1     |                       |                      |                                | SJP 1                        |
| Tamil Nadu              | 39    | AIADMK 2              | INC(I) 20 DMK 16     |                                | Unab. 1                      |
| Tripura                 | 2     |                       |                      | CPM 2                          |                              |
| Uttar Pradesh           | 85    | JNP 3                 | INC(I) 51            | CPI 1                          | LKD 29 Unab. 1               |
| Westbengalen            | 42    |                       | INC(I) 4             | CPM 28 AIFB 3 RSP 4 CPI 3      |                              |

## Nach der Wahl
Am 14. Januar 1980 wurde Indira Gandhi als neue Premierministerin samt ihrem Kabinett vereidigt.